# Kand-e Qolī Khān
Kand-e Qolī Khān (persiska: كَندِ قُلی خان) är en ort i Iran.   Den ligger i provinsen Semnan, i den centrala delen av landet, 110 km sydost om huvudstaden Teheran. Kand-e Qolī Khān ligger 853 meter över havet och antalet invånare är 775.
Terrängen runt Kand-e Qolī Khān är platt åt sydost, men åt nordväst är den kuperad.Runt Kand-e Qolī Khān är det glesbefolkat, med 9 invånare per kvadratkilometer. Trakten runt Kand-e Qolī Khān består till största delen av jordbruksmark.